# Graden van heerlijkheid

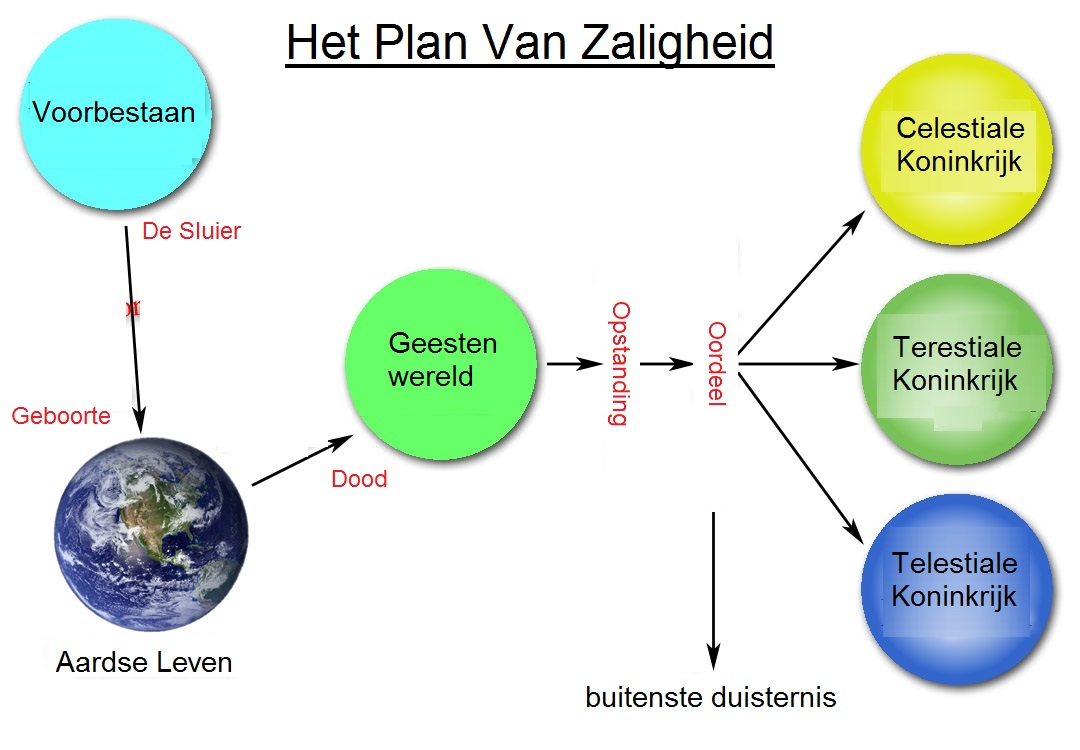
Het Plan Van Zaligheid

Volgens de leer van de Kerk van Jezus Christus van de Heiligen der Laatste Dagen zijn er drie graden van heerlijkheid die de mens kan beërven na het laatste oordeel. Dat wil zeggen dat men op verschillende niveaus in een bepaald Koninkrijk van heerlijkheid in de hemel kan worden opgenomen. Volgens deze leer zullen allen, behalve de zonen des verderfs, bij het laatste oordeel, daar een eeuwige woonplaats toegewezen krijgen.
De drie graden van heerlijkheid zijn in volgorde:
- telestiaal, de laagste (gebruikte symboliek in de schriften qua heerlijkheid: sterren)
- terrestriaal, de middelste (gebruikte symboliek in de schriften qua heerlijkheid: maan)
- celestiaal, de hoogste (gebruikte symboliek in de schriften qua heerlijkheid: zon)

Zij brengen deze zienswijze in verband met 1 Korintiërs 15:40. Daar wordt in de King James Version ook gesproken over celestial (hemels) en terrestial (aards), en over de verschillende heerlijkheid van de zon, de maan en de sterren. Het woord telestiaal is echter eigen aan het taalgebruik van deze religieuze gemeenschap.